# Nati nel 1947/Febbraio
| Questa pagina contiene informazioni ricavate automaticamente dalle voci biografiche con l'ausilio del template Bio e di un bot. L'aggiornamento è periodico e automatico e ricostruisce completamente la pagina. Se manca una persona in questa lista, sei pregato di non aggiungerla, ma accertati piuttosto che la sua voce biografica contenga il template Bio e che i dati anagrafici siano correttamente compilati. Se il template Bio manca, inseriscilo tu stesso o, in alternativa, metti l'avviso {{tmp\|Bio}} che ne segnala la mancanza. Se i dati riportati sono sbagliati, correggi direttamente la voce biografica; le modifiche saranno visibili in questa lista entro pochi giorni. Per chiarimenti vedi il progetto biografie. La lista contiene solo le 288 persone che sono citate nell'enciclopedia e per le quali è stato implementato correttamente il template Bio. Pagina aggiornata al 2 ago 2025. |

- 1º febbraio - Mike Brant, cantante israeliano († 1975)
- 1º febbraio - Karen Krantzcke, tennista australiana († 1977)
- 1º febbraio - Michele Lorusso, calciatore italiano († 1983)
- 1º febbraio - Jurij Malyšev, ex canottiere sovietico
- 1º febbraio - Francesco Musotto, politico italiano
- 1º febbraio - Giuliano Naria, terrorista, giornalista e scrittore italiano († 1997)
- 1º febbraio - Clark Olofsson, criminale svedese († 2025)
- 1º febbraio - Tonka Petrova, ex mezzofondista bulgara
- 1º febbraio - Gaston Rahier, pilota motociclistico belga († 2005)
- 1º febbraio - Karl-Henrik Robèrt, oncologo, ambientalista e attivista svedese
- 1º febbraio - Al Saunders, ex giocatore di football americano e allenatore di football americano statunitense
- 1º febbraio - Frank Tipler, fisico e scrittore statunitense
- 1º febbraio - Carol Walton, atleta paralimpica, tennistavolista e schermitrice britannica
- 1º febbraio - Vladimír Zedník, ex tennista cecoslovacco
- 2 febbraio - Greg Antonacci, attore, regista e produttore cinematografico statunitense († 2017)
- 2 febbraio - Antonio Ayala, ex cestista messicano
- 2 febbraio - Jack Bergman, politico statunitense
- 2 febbraio - Luciano Cagnin, politico italiano
- 2 febbraio - Farrah Fawcett, attrice statunitense († 2009)
- 2 febbraio - Gunter Henn, architetto, docente e ingegnere tedesco
- 2 febbraio - Smaragde Mbonyintege, vescovo cattolico ruandese
- 2 febbraio - Erling Mikkelsen, ex calciatore norvegese
- 3 febbraio - Koos Alberts, cantante olandese († 2018)
- 3 febbraio - Paul Auster, scrittore, saggista e poeta statunitense († 2024)
- 3 febbraio - Hristo Bonev, allenatore di calcio e ex calciatore bulgaro
- 3 febbraio - Angel Cenov, calciatore bulgaro († 2006)
- 3 febbraio - Beppe Cino, regista e sceneggiatore italiano
- 3 febbraio - Dave Davies, cantante e chitarrista britannico
- 3 febbraio - Paolo Fondato, regista e sceneggiatore italiano
- 3 febbraio - Danièle Hervieu-Léger, scrittrice francese
- 3 febbraio - Georgi Kamenski, ex calciatore bulgaro
- 3 febbraio - Stephen McHattie, attore canadese
- 3 febbraio - Maurizio Micheli, attore, comico e commediografo italiano
- 3 febbraio - Soledad Puértolas, scrittrice e docente spagnola
- 3 febbraio - Melanie Safka, cantautrice statunitense († 2024)
- 3 febbraio - Emil Paul Tscherrig, cardinale, arcivescovo cattolico e diplomatico svizzero
- 3 febbraio - Leonardo Visconti di Modrone, diplomatico italiano
- 4 febbraio - Angese, fumettista italiano († 2008)
- 4 febbraio - Sanford Bishop, politico e avvocato statunitense
- 4 febbraio - Adam Cheng, cantante e attore cinese
- 4 febbraio - Stan Pilecki, rugbista a 15 australiano († 2017)
- 4 febbraio - Dan Quayle, politico statunitense
- 4 febbraio - Marilena Samperi, politica italiana
- 4 febbraio - Teresio Vachet, sciatore alpino e sciatore di velocità italiano († 2025)
- 4 febbraio - Lee Winfield, cestista e allenatore di pallacanestro statunitense († 2011)
- 5 febbraio - Eduardo Antunes Coimbra, allenatore di calcio e ex calciatore brasiliano
- 5 febbraio - Mario Carnevale, ex calciatore italiano
- 5 febbraio - Mary Cleave, astronauta e ingegnera statunitense († 2023)
- 5 febbraio - Fausto Daolio, ex calciatore italiano
- 5 febbraio - Regina Duarte, attrice brasiliana
- 5 febbraio - Jenny Gröllmann, attrice tedesca († 2006)
- 5 febbraio - Mieko Hirota, cantante giapponese († 2020)
- 5 febbraio - Benoît Jacquot, regista e sceneggiatore francese
- 5 febbraio - Ivan Leshinsky, ex cestista statunitense
- 5 febbraio - Clemente Mastella, politico italiano
- 5 febbraio - Agostinho Oliveira, allenatore di calcio e ex calciatore portoghese
- 5 febbraio - Patrizia Paoletti Tangheroni, politica italiana
- 5 febbraio - Darrell Waltrip, ex pilota automobilistico statunitense
- 6 febbraio - Alan Agresti, statistico statunitense
- 6 febbraio - Tiffany Bolling, attrice statunitense
- 6 febbraio - Mark Edward Brennan, vescovo cattolico statunitense
- 6 febbraio - Luigi Cappanera, allenatore di calcio e ex calciatore italiano
- 6 febbraio - Domenico Gramazio, politico, pubblicista e sindacalista italiano
- 6 febbraio - Charles Hickcox, nuotatore statunitense († 2010)
- 6 febbraio - Carlo Nordio, politico, saggista e ex magistrato italiano
- 6 febbraio - Enrico Piombini, dirigente sportivo italiano
- 6 febbraio - Daniel Yergin, saggista e economista statunitense
- 7 febbraio - Wayne Allwine, doppiatore, effettista e disegnatore statunitense († 2009)
- 7 febbraio - Flemming Jørgensen, cantante pop e attore danese († 2011)
- 7 febbraio - Ugo Libero Lobina, pittore e scrittore italiano
- 7 febbraio - Jim O'Brien, ex giocatore di football americano statunitense
- 7 febbraio - John Rowlands, calciatore inglese († 2020)
- 7 febbraio - Sergio Vedovato, politico italiano
- 7 febbraio - John Weathers, batterista britannico
- 8 febbraio - Kerrie Biddell, cantante e insegnante australiana († 2014)
- 8 febbraio - Daniela Caroli, attrice e doppiatrice italiana († 2011)
- 8 febbraio - Aurelio Galli, ex calciatore italiano
- 8 febbraio - John Richard Gott III, astrofisico statunitense
- 8 febbraio - Arnaldo Mariotti, politico italiano
- 8 febbraio - Illy Reale, autore televisivo italiano († 1993)
- 8 febbraio - Gerald Jay Sussman, informatico e matematico statunitense
- 8 febbraio - Marino Zanatta, ex cestista e dirigente sportivo italiano
- 9 febbraio - Gianni De Martino, giornalista, scrittore e attivista italiano
- 9 febbraio - Roberto De Petri, ex calciatore italiano
- 9 febbraio - Carla Del Ponte, magistrato svizzero
- 9 febbraio - Joe Ely, cantautore statunitense
- 9 febbraio - Nicolás Estéfano, calciatore spagnolo († 2016)
- 9 febbraio - Giuseppe Grossi, imprenditore italiano († 2011)
- 9 febbraio - Boris Francevič Gul'ko, scacchista statunitense
- 9 febbraio - Major Harris, cantante e chitarrista statunitense († 2012)
- 9 febbraio - La Lupa, cantante svizzera
- 9 febbraio - Léon Jeck, calciatore belga († 2007)
- 9 febbraio - Tamara Kamenszain, poetessa e saggista argentina († 2021)
- 9 febbraio - Nicanor de Carvalho, allenatore di calcio e calciatore brasiliano († 2018)
- 9 febbraio - Erik Olin Wright, sociologo, saggista e attivista statunitense († 2019)
- 10 febbraio - Claude Albore Livadie, archeologa francese
- 10 febbraio - Louise Arbour, magistrato canadese
- 10 febbraio - Giuseppe Basini, politico e fisico italiano († 2025)
- 10 febbraio - Pietro Bruno Cattaneo, dirigente sportivo italiano
- 10 febbraio - Chris Ethridge, bassista, polistrumentista e compositore statunitense († 2012)
- 10 febbraio - Juan Guillermo López Soto, vescovo cattolico messicano († 2021)
- 10 febbraio - Lawrence Butch Morris, cornista, compositore e direttore d'orchestra statunitense († 2013)
- 10 febbraio - José Maria Sciutto, direttore d'orchestra argentino
- 10 febbraio - Hermann Simon, economista e scrittore tedesco
- 11 febbraio - Gerd B. Achenbach, filosofo tedesco
- 11 febbraio - Bruce Bickford, animatore statunitense († 2019)
- 11 febbraio - Brian Capron, attore britannico
- 11 febbraio - Yukio Hatoyama, politico giapponese
- 11 febbraio - Abby Hoffman, ex mezzofondista e dirigente sportiva canadese
- 11 febbraio - Edwin Luisi, attore brasiliano
- 11 febbraio - Diego Masi, politico italiano
- 11 febbraio - Paolo Pellion di Persano, fotografo italiano († 2017)
- 11 febbraio - Derek Shulman, cantante, polistrumentista e produttore discografico britannico
- 11 febbraio - Jerry Wainwright, allenatore di pallacanestro statunitense
- 12 febbraio - Siniša Belamarić, pallanuotista jugoslavo
- 12 febbraio - Daniele Bertotto, compositore italiano († 2007)
- 12 febbraio - Stephen Christmas, inglese († 1993)
- 12 febbraio - Piedad Ortiz, ex cestista ecuadoriana
- 12 febbraio - Ernie Reyes Sr., attore e artista marziale statunitense
- 12 febbraio - Jarnail Singh Bhindranwale, religioso indiano († 1984)
- 12 febbraio - Aurio Tomicich, basso italiano († 2009)
- 12 febbraio - Antonio Álvarez Gil, scrittore cubano
- 13 febbraio - Bruno Berglund, copilota di rally svedese
- 13 febbraio - Julien Cools, ex calciatore belga
- 13 febbraio - Joe Estevez, attore, regista e produttore cinematografico statunitense
- 13 febbraio - Giorgi Gavasheli, calciatore sovietico († 1997)
- 13 febbraio - Mike Krzyzewski, ex cestista e allenatore di pallacanestro statunitense
- 13 febbraio - Augusto Matine, allenatore di calcio e calciatore portoghese († 2020)
- 13 febbraio - Leonid Romanov, ex schermidore sovietico
- 13 febbraio - István Szőke, calciatore ungherese († 2022)
- 13 febbraio - Bogdan Tanjević, allenatore di pallacanestro jugoslavo
- 13 febbraio - Tat'jana Tarasova, ex pattinatrice artistica su ghiaccio e allenatrice di pattinaggio su ghiaccio russa
- 14 febbraio - Majgull Axelsson, giornalista e scrittrice svedese
- 14 febbraio - Tim Buckley, cantautore statunitense († 1975)
- 14 febbraio - Francesco Calvanese, politico italiano († 2025)
- 14 febbraio - Judd Gregg, politico e avvocato statunitense
- 14 febbraio - Andy Kinnell, ex calciatore scozzese
- 14 febbraio - Vartan Malakian, coreografo e pittore iracheno
- 14 febbraio - Viktōr Mītropoulos, ex calciatore greco
- 14 febbraio - Marit Nybakk, politica norvegese
- 14 febbraio - Renzo Penna, politico italiano
- 14 febbraio - Heide Rosendahl, ex lunghista, multiplista e velocista tedesca
- 14 febbraio - Stephen A. Schwarzman, imprenditore statunitense
- 14 febbraio - Phạm Tuân, cosmonauta vietnamita
- 15 febbraio - John Adams, compositore statunitense
- 15 febbraio - Antonio Andò, politico italiano
- 15 febbraio - Viktor Ivanovič Belenko, ingegnere e aviatore russo († 2023)
- 15 febbraio - Marisa Berenson, supermodella e attrice statunitense
- 15 febbraio - David Brown, bassista statunitense († 2000)
- 15 febbraio - Roxana Eminescu, giornalista, critica letteraria e traduttrice rumena
- 15 febbraio - Giuseppe Gibilisco, politico italiano
- 15 febbraio - Rusty Hamer, attore statunitense († 1990)
- 15 febbraio - Randhir Kapoor, attore, regista e produttore cinematografico indiano
- 15 febbraio - Dagmar Käsling, ex velocista tedesca
- 15 febbraio - Calixto Malcom, cestista panamense († 2021)
- 15 febbraio - Viller Manfredini, politico italiano
- 15 febbraio - Ezio Minigutti, ex calciatore italiano
- 15 febbraio - Wencke Myhre, cantante norvegese
- 15 febbraio - Bruno Pischiutta, regista cinematografico, produttore cinematografico e attore italiano
- 15 febbraio - Marisa Sannia, cantautrice e attrice italiana († 2008)
- 15 febbraio - Astrid Suurbeek, ex tennista olandese
- 16 febbraio - José María Cañizares, golfista spagnolo
- 16 febbraio - Ivajlo Kirov, cestista bulgaro († 2010)
- 16 febbraio - Giorgio Lopez, attore, doppiatore e direttore del doppiaggio italiano († 2021)
- 16 febbraio - Franz West, artista austriaco († 2012)
- 17 febbraio - Luigi Abete, imprenditore e dirigente d'azienda italiano
- 17 febbraio - Giuseppe Ardizzone, ex mezzofondista italiano
- 17 febbraio - Veríssimo Correia Seabra, generale e politico guineense († 2004)
- 17 febbraio - Ben Cramer, cantante olandese
- 17 febbraio - Ido Sgrazzutti, ex calciatore italiano
- 17 febbraio - Jürgen Tschan, ciclista su strada, pistard e dirigente sportivo tedesco
- 18 febbraio - José Luis Cuerda, regista, attore e produttore cinematografico spagnolo († 2020)
- 18 febbraio - Augusto Daolio, cantautore italiano († 1992)
- 18 febbraio - Dennis DeYoung, cantante e tastierista statunitense
- 18 febbraio - Delfo, cantante italiano († 2008)
- 18 febbraio - Eliot Engel, politico statunitense
- 18 febbraio - Carlos Lopes, ex maratoneta e mezzofondista portoghese
- 18 febbraio - Keith Nelson, calciatore neozelandese († 2020)
- 18 febbraio - Cristina di Orange-Nassau, principessa olandese († 2019)
- 18 febbraio - Jos Schurgers, pilota motociclistico olandese
- 18 febbraio - Flemming Serritslev, allenatore di calcio e ex calciatore danese
- 18 febbraio - Gary Sheerer, ex pallanuotista statunitense
- 18 febbraio - Gilbert Sinoué, scrittore francese
- 19 febbraio - Rajko Aleksić, ex calciatore jugoslavo
- 19 febbraio - Giorgio Braglia, ex calciatore italiano
- 19 febbraio - Raffaele Calabrò, politico e medico italiano
- 19 febbraio - Gianfranco Chessa, allenatore di atletica leggera e dirigente sportivo italiano († 2017)
- 19 febbraio - Jackie Curtis, attrice, poetessa e commediografa statunitense († 1985)
- 19 febbraio - Rita Di Giovacchino, giornalista italiana († 2021)
- 19 febbraio - Ingvar Hansson, ex velista svedese
- 19 febbraio - Malcolm Harbour, politico britannico
- 19 febbraio - Roberto Melgrati, calciatore e allenatore di calcio italiano († 2024)
- 19 febbraio - Reno Olsen, ex pistard danese
- 19 febbraio - John Perry, bassista britannico
- 19 febbraio - Lev Rubinstein, poeta, saggista e attivista russo († 2024)
- 19 febbraio - Betty Ting Pei, attrice e produttrice cinematografica taiwanese
- 20 febbraio - Serge Bacou, pilota motociclistico francese
- 20 febbraio - José Broissart, ex calciatore francese
- 20 febbraio - Brian Greenhalgh, ex calciatore inglese
- 20 febbraio - Mario Manera, ex calciatore italiano
- 20 febbraio - Ivana Monti, attrice italiana
- 20 febbraio - Steve Nichols, ingegnere statunitense
- 20 febbraio - Peter Osgood, calciatore inglese († 2006)
- 20 febbraio - Douglas Russell, ex nuotatore statunitense
- 20 febbraio - Peter Strauss, attore statunitense
- 21 febbraio - Yves Boivineau, vescovo cattolico francese
- 21 febbraio - Hugo Coveliers, politico e avvocato belga
- 21 febbraio - Hyginus Kim Hee-jong, arcivescovo cattolico sudcoreano
- 21 febbraio - Mauro Macario, regista, drammaturgo e poeta italiano
- 21 febbraio - Arturo Marzano, politico italiano
- 21 febbraio - Lidia Bastianich, cuoca, personaggio televisivo e scrittrice italiana
- 21 febbraio - Giorgio Piccirillo, generale e prefetto italiano
- 21 febbraio - Olympia Snowe, politica statunitense
- 21 febbraio - Renata Sorrah, attrice brasiliana
- 21 febbraio - Anna Nikola Żytkow, astronoma polacca
- 22 febbraio - Ottavio Alfieri, cardiochirurgo italiano
- 22 febbraio - Jurij Bizjak, vescovo cattolico sloveno
- 22 febbraio - John Wiley Bryant, politico statunitense
- 22 febbraio - Maurizio De Angelis, cantautore, compositore e arrangiatore italiano
- 22 febbraio - Deborah Grant, attrice britannica
- 22 febbraio - Harvey Mason, batterista statunitense
- 22 febbraio - Richard North Patterson, avvocato e scrittore statunitense
- 22 febbraio - John Radford, allenatore di calcio e ex calciatore inglese
- 22 febbraio - Hajime Sorayama, artista e illustratore giapponese
- 22 febbraio - Andrea Valcarenghi, attivista, editore e scrittore italiano
- 22 febbraio - Howie Wright, ex cestista statunitense
- 22 febbraio - Sōji Yoshikawa, sceneggiatore, animatore e regista giapponese
- 23 febbraio - Salvatore Brullo, botanico italiano
- 23 febbraio - Niels-Christian Holmstrøm, ex calciatore e allenatore di calcio danese
- 23 febbraio - Boris Kuznecov, pugile sovietico († 2006)
- 23 febbraio - Pia Kjærsgaard, politica danese
- 23 febbraio - Valerij Pustovojtenko, politico ucraino
- 24 febbraio - Dušan Antunović, pallanuotista e allenatore di pallanuoto croato († 2012)
- 24 febbraio - Fernando Barrachina, calciatore spagnolo († 2016)
- 24 febbraio - Lilly Bonato, cantante italiana († 2021)
- 24 febbraio - Marco Brusco, ammiraglio italiano
- 24 febbraio - Mike Fratello, allenatore di pallacanestro e commentatore televisivo statunitense
- 24 febbraio - Mike Hodge, attore statunitense († 2017)
- 24 febbraio - Rupert Holmes, musicista, compositore e drammaturgo statunitense
- 24 febbraio - Edward James Olmos, attore e regista statunitense
- 24 febbraio - Elena Solovej, attrice sovietica
- 24 febbraio - Tamara Taxman, attrice, conduttrice televisiva e scrittrice brasiliana
- 25 febbraio - Ezio Baribbi, pilota automobilistico italiano
- 25 febbraio - Giuseppe Betori, cardinale e arcivescovo cattolico italiano
- 25 febbraio - Vittorio Caporale, ex calciatore italiano
- 25 febbraio - Jorge Donn, danzatore argentino († 1992)
- 25 febbraio - Lee Evans, velocista statunitense († 2021)
- 25 febbraio - Valter Ferrara, dirigente pubblico e fotografo italiano († 2018)
- 25 febbraio - Sebastián Fleitas, calciatore paraguaiano († 2000)
- 25 febbraio - Ryo Kawasaki, musicista, compositore e chitarrista giapponese († 2020)
- 25 febbraio - Enrico La Loggia, politico italiano
- 25 febbraio - Marc Sautet, scrittore, filosofo e insegnante francese († 1998)
- 25 febbraio - Eddie Thomson, allenatore di calcio e calciatore scozzese († 2003)
- 25 febbraio - Franco Udella, ex pugile italiano
- 25 febbraio - Doug Yule, cantante e musicista statunitense
- 25 febbraio - Aljoša Žorga, ex cestista jugoslavo
- 26 febbraio - Giulio Costantini, ex hockeista su ghiaccio italiano
- 26 febbraio - Enzo Gallo, produttore cinematografico italiano
- 26 febbraio - Janusz Kierzkowski, pistard polacco († 2011)
- 26 febbraio - Rodolfo Maltese, chitarrista, trombettista e compositore italiano († 2015)
- 26 febbraio - Jan Nilsson, ex slittinista svedese
- 26 febbraio - Steve Rexe, hockeista su ghiaccio canadese († 2013)
- 26 febbraio - Sandie Shaw, cantante britannica
- 27 febbraio - Giuseppe Bertolucci, regista e sceneggiatore italiano († 2012)
- 27 febbraio - Jacques Cachemire, ex cestista francese
- 27 febbraio - Walt Gilmore, ex cestista statunitense
- 27 febbraio - Vladimir Vladimirovič Golicyn, giurista russo († 2023)
- 27 febbraio - Alan Guth, fisico e cosmologo statunitense
- 27 febbraio - Hans Thomas Hakl, editore, saggista e traduttore austriaco
- 27 febbraio - Wil Jones, ex cestista statunitense
- 27 febbraio - Gidon Kremer, violinista e direttore d'orchestra lettone
- 27 febbraio - Mike Montgomery, allenatore di pallacanestro statunitense
- 27 febbraio - Lotte Nogler, ex sciatrice alpina italiana
- 27 febbraio - Roger Pratt, direttore della fotografia britannico († 2024)
- 27 febbraio - Vincenzo Urbani, allenatore di calcio e ex calciatore italiano
- 27 febbraio - Sabawi Ibrahim al-Tikriti, agente segreto iracheno († 2013)
- 28 febbraio - An'Neris, cantante italiana
- 28 febbraio - Mansour Barzegar, ex lottatore iraniano
- 28 febbraio - Stephanie Beacham, attrice inglese
- 28 febbraio - Salvador Cabezas, ex calciatore salvadoregno
- 28 febbraio - Michel Dätwyler, ex sciatore alpino svizzero
- 28 febbraio - Leena Krohn, scrittrice finlandese
- 28 febbraio - Leung Ting, artista marziale cinese
- 28 febbraio - Włodzimierz Lubański, ex calciatore polacco
- 28 febbraio - Pasquale Russo, mafioso italiano
- 28 febbraio - Aron Schmidhuber, ex arbitro di calcio tedesco
- 28 febbraio - Alan Taylor, bassista e produttore discografico inglese († 2011)
- 28 febbraio - Togiola Tulafono, politico samoano americano